# أل رايلي
أل رايلي (بالإنجليزية: Al Riley)‏ هو سياسي أمريكي، ولد في 4 مارس 1953 بشيكاغو في الولايات المتحدة. حزبياً، نشط في الحزب الديمقراطي. وقد انتخب عضو مجلس نواب إلينوي.